# إبراهيم نافع
إبراهيم نافع (السويس، 12 يناير 1934 - دبي، 1 يناير 2018)، حصل على ليسانس الحقوق عام 1956 من جامعة عين شمس، وعمل بعد تخرجه بوكالة رويترز، ثم محررا بالإذاعة، ثم محررا اقتصاديا بجريدة الجمهورية ثم رئيسا لقسم الاقتصاد بجريدة الأهرام فمساعدا لرئيس التحرير فرئيسا لتحرير الأهرام عام 1979 ثم رئيسا لمجلس الإدارة، ورئيسا للتحرير بالأهرام عام 1984 حتى عام 2005 وقد أجرى أحاديث صحفية هامة مع عدد كبير من رؤساء وملوك العالم ورؤساء الوزارات، وله العديد من المقالات في تحليل وشرح القضايا القومية والعالمية البارزة في مجال السياسة والاقتصاد قام بتأليف عدد من الكتب منها رياح الديمقراطية وسنوات الخطر كما قام أيضا بترجمة كتاب «شركاء في التنمية».
تمت إقالته من منصبه في رئاسة مجلس إدارة ورئاسة تحرير الأهرام في يوليو 2005. ترأس مجلس إدارة المنظمة العربية لمناهضة التمييز، والتي توجه اهتمامها بشكل خاص لفضح كافة صور التمييز والعنصرية في دولة إسرائيل.